# 고군산대교
고군산대교(古群山大橋)는 전북특별자치도 군산시 옥도면 고군산군도에 있는 길이 400 m의 다리로, 세계에서 가장 긴 외팔 현수교이다. 무녀도의 동쪽 부속섬인 남끝섬(무녀도리 산3 번지)과 신시도의 서쪽 부속섬인 단등도(신시도리 산55 번지)를 연결하고 있다.
이곳은 섬과 섬 사이의 간격이 좁고 섬들의 면적이 넓지 않아 보통의 현수교와 같이 주탑을 2개 세우기에는 육지의 경우에는 경관 훼손이 심하고, 바다의 경우에는 수심이 깊고 조수간만의 차가 커서 공사가 매우 까다롭기 때문에 환경과 경제적 비용을 모두 고려하여 주탑이 1개인 외팔 현수교를 건설하였다. 남끝섬에 위치한 주탑은 높이가 105 m에 이르고 돛을 형상화한 D자형으로 만들어져 그 자체로 근사한 볼거리가 되고 있다.
고군산대교는 5개의 연도교(連島橋)와 1개의 해안교로 연결된 고군산로에서 가장 중요한 다리인데, 6개의 다리 명칭은 국가지명위원회가 2016년 10월 20일에 일괄 확정하였다. 정식 명칭 지정 전에는 '단등교'라는 이름으로 불리기도 했다.

## 갤러리
- 2014년 2월 27일 시공 중 사진
- 완공 후 현수교 쪽 케이블 앵커
- 현수교 쪽 케이블
- 주탑 중단부
- 반대편 무녀도쪽 케이블

## 같이 보기
- 고군산로
- 새만금 방조제
- 새만금 간척 사업